# M-Tel Masters
M-Tel Masters – turniej szachowy organizowany w Sofii przez bułgarski związek szachowy i sponsorowany przez operatora telefonii komórkowej, firmę M-Tel. Po raz pierwszy rozegrany w roku 2005. Wszystkie turnieje odbyły się w tej samej formule: 6 uczestników gra ze sobą systemem kołowym po dwie partie przeciwnymi kolorami (2 koła).

## M-Tel Masters 2005
W I turnieju wystąpiło sześcioro arcymistrzów, w tym pięcioro z pierwszej dziesiątki aktualnej listy rankingowej FIDE. Rozgrywki trwały od 12 do 22 maja 2005 roku. W turnieju zwyciężył Weselin Topałow, zdobywając 6½ pkt w 10 partiach. Drugie miejsce zajął Viswanathan Anand, a trzecie - Judit Polgár. M-tel Masters 2005 był jednym z najsilniej obsadzonych turniejów w historii rozgrywek szachowych. Średni ranking zawodników wyniósł 2747 punktów, co odpowiada turniejowi XX kategorii FIDE.
| Miejsce | Zawodnik          | Ranking | Punkty |
| ------- | ----------------- | ------- | ------ |
| 1       | Weselin Topałow   | 2778    | 6½     |
| 2       | Viswanathan Anand | 2785    | 5½     |
| 3       | Judit Polgár      | 2732    | 5      |
| 4       | Rusłan Ponomariow | 2695    | 5      |
| 5       | Władimir Kramnik  | 2753    | 4      |
| 6       | Michael Adams     | 2737    | 4      |

## M-Tel Masters 2006
Do II turnieju zostało zaproszonych sześciu arcymistrzów, na czele z aktualnym wówczas mistrzem świata FIDE Weselinem Topałowem. Rozgrywki trwały od 11 do 21 maja 2006 roku. Podobnie jak w I turnieju, zwycięzcą został Weselin Topałow z identycznym jak rok wcześniej wynikiem (6½ pkt z 10 partii). Kolejne miejsca zajęli Gata Kamski i Viswanathan Anand. Podobnie jak w I turnieju, również M-tel Masters 2006 był jednym z najsilniej obsadzonych turniejów w historii rozgrywek szachowych. Średni ranking zawodników wyniósł 2745 punktów, dzięki czemu turniej osiągnął XX kategorię FIDE.
| Miejsce | Zawodnik          | Ranking | Punkty |
| ------- | ----------------- | ------- | ------ |
| 1       | Weselin Topałow   | 2804    | 6½     |
| 2       | Gata Kamski       | 2671    | 6      |
| 3       | Viswanathan Anand | 2803    | 5½     |
| 4       | Piotr Swidler     | 2743    | 5      |
| 5       | Étienne Bacrot    | 2708    | 3½     |
| 6       | Rusłan Ponomariow | 2738    | 3½     |

## M-Tel Masters 2007
Trzeci turniej M-Tel Masters rozegrano w dniach 9–20 maja 2007 roku. Tym razem obsada była skromniejsza, choć wystąpiło trzech zawodników z pierwszej dziesiątki listy rankingowej FIDE. Średni ranking graczy wyniósł 2725 punktów, co odpowiada turniejowi XIX kategorii FIDE. Walka o zwycięstwo trwała do ostatniej rundy, w której spotkali się prowadzący do tej pory w tabeli Krishnan Sasikiran z nadrabiającym straty po nieudanym pierwszym kole (2 pkt i przedostatnie miejsce w tabeli) Weselinem Topałowem. Grający białymi Bułgar zaryzykował i dzięki błędom przeciwnika rozstrzygnął pojedynek na swoją korzyść, po raz trzeci z rzędu triumfując w turnieju. Do osiągnięcia tego celu wystarczył mu tym razem wynik 5½ z 10 partii. Kolejnych czterech arcymistrzów uzyskało wynik po 5 pkt, natomiast ostatnie miejsce zajął Michael Adams, który uzyskał 4½ pkt.
| Miejsce | Zawodnik               | Ranking | Punkty |
| ------- | ---------------------- | ------- | ------ |
| 1       | Weselin Topałow        | 2772    | 5½     |
| 2       | Szachrijar Mamediarow  | 2757    | 5      |
| 3       | Gata Kamski            | 2705    | 5      |
| 4       | Liviu-Dieter Nisipeanu | 2693    | 5      |
| 5       | Krishnan Sasikiran     | 2690    | 5      |
| 6       | Michael Adams          | 2734    | 4½     |

## M-Tel Masters 2008
W czwartej edycji, rozegranej w dniach 8–18 maja 2008 r., zwyciężył były wicemistrz świata Wasilij Iwanczuk, który uzyskał rzadko spotykany na tak wysokim poziomie rezultat 8 pkt w 10 partiach, co odpowiadało uzyskanemu wynikowi rankingowemu 2977 pkt. Drugie miejsce zajął zwycięzca wszystkich dotychczasowych turniejów M-Tel Masters, Weselin Topałow.
| Miejsce | Zawodnik         | Ranking | Punkty |
| ------- | ---------------- | ------- | ------ |
| 1       | Wasilij Iwanczuk | 2740    | 8      |
| 2       | Weselin Topałow  | 2767    | 6½     |
| 3       | Tejmur Radżabow  | 2751    | 5½     |
| 4       | Iwan Czeparinow  | 2696    | 4      |
| 5       | Bu Xiangzhi      | 2708    | 3      |
| 6       | Lewon Aronian    | 2763    | 3      |

## M-Tel Masters 2009
Kolejna – piąta – edycja odbyła się na niezmienionych zasadach w dniach 13–23 maja, ponownie w Sofii. Zwyciężył reprezentant Hiszpanii, Aleksiej Szyrow, który pokonując w ostatniej rundzie dotychczasowego lidera, Magnusa Carlsena, zapewnił sobie samodzielne zwycięstwo.
| Miejsce | Zawodnik                | Ranking | Punkty |
| ------- | ----------------------- | ------- | ------ |
| 1       | Aleksiej Szyrow         | 2745    | 6½     |
| 2       | Magnus Carlsen          | 2770    | 6      |
| 3       | Weselin Topałow         | 2812    | 6      |
| 4       | Wang Yue                | 2738    | 4½     |
| 5       | Leinier Domínguez Pérez | 2717    | 4      |
| 6       | Wasilij Iwanczuk        | 2746    | 3      |